# Архиепархия Вроцлава
Архиепархия Вроцлава (лат. Archidioecesis Vratislaviensis, пол. Archidiecezja wrocławska) — архиепархия Римско-Католической церкви с центром в городе Вроцлав, Польша. В митрополию Вроцлава входят епархии Легницы и Свидницы. Кафедральным собором архиепархии Вроцлава является церковь святого Иоанна Крестителя.

## История
Епархия Вроцлава была образована в X веке, выделившись из епархия Мейсена (сегодня — Епархия Дрезден-Мейсена). Первоначально епархия Вроцлава входила в митрополию Гнезно. В XIV веке император Карл IV неоднократно пытался присоединить епархию Вроцлава к митрополии Праги, но он всегда сталкивался с упорным сопротивлением со стороны архиепископов Гнезно, не желавших отдавать Вроцлав в другую митрополию.
В XV веке епископы Вроцлава столкнулись с сильным влиянием протестантизма из Германии и гуситства из Чехии. Не всегда успешно сопротивляясь этим течениям, набиравшим силу в епархии, епископы Вроцлава обращались за поддержкой к императору, но не находили должной помощи из-за внешней угрозы турецкого вторжения, которое сильно отвлекало внимание монарха от внутренних проблем. В борьбе с идеями протестантизма и гуситства важную роль сыграли иезуиты, которые в это время развили бурную общеобразовательную и проповедническую деятельность в епархии Вроцлава.
В 1596 году в епархии произошёл конфликт между императором и епископом Бонавентурой Ганом, который был вынужден из-за давления императора уйти в отставку. В конце XVII века возникла подобная ситуация, когда император отказался признать полномочия новоназначенного епископа, назначив на кафедру своего кандидата.
В начале XVIII века епархии были возвращены многие храмы, которые были ранее секуляризованы из-за политики иосифизма.
16 июля 1821 года Римский папа Пий VII издал буллу De salute animarum, которой присоединил к епархии Вроцлава часть территории апостольского викариата Северной Германии (сегодня — Архиепархия Гамбурга).

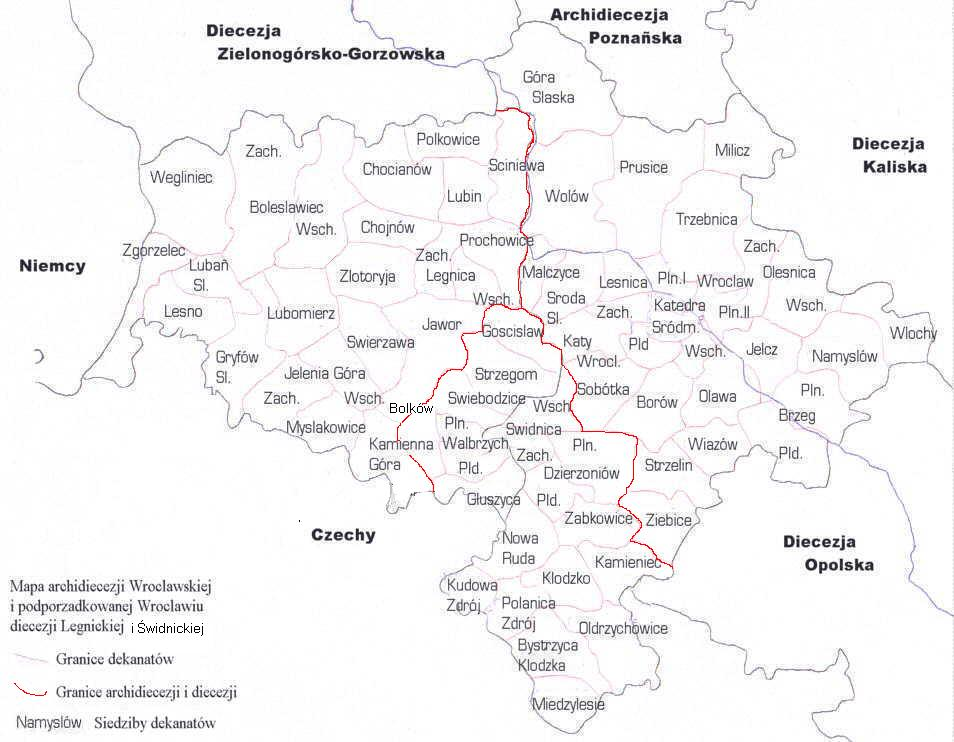
Карта архиепархии Вроцлава

В 1918 году после воссоздания Польского государства 45 приходов епархии Вроцлава оказались на территории Восточной Пруссии. Для духовного окормления верующих, проживавших на этой территории, была создана апостольская делегатура, которая позднее была преобразована в территориальную прелатуру Шнайдемюля.
28 октября 1925 года епархия Вроцлава передала часть своей территории новой епархии Ченстоховы.
13 августа 1930 года Римский папа Пий XI издал буллу Pastoralis officii nostril, которой передал часть территории епархии Вроцлава новой епархии Берлина. В этот же день епархия Вроцлава была возведена в ранг архиепархии.
28 июня 1972 года архиепархия Вроцлава передала часть своей территории в пользу возведения апостольской префектуры Гёрлица (сегодня — Епархия Гёрлица) и епархии Ополе.
В 1978 году архиепархия Вроцлава передала часть своей территории архиепархии Оломоуца.
25 марта 1992 года Римский папа Иоанн Павел II выпустил буллу Totus tuus Poloniae populus, которой передал часть территории архиепархии Вроцлава новым епархиям Калиша и Легницы. 24 февраля 2004 года часть территории архиепархии Вроцлава отошла к епархии Свидницы.

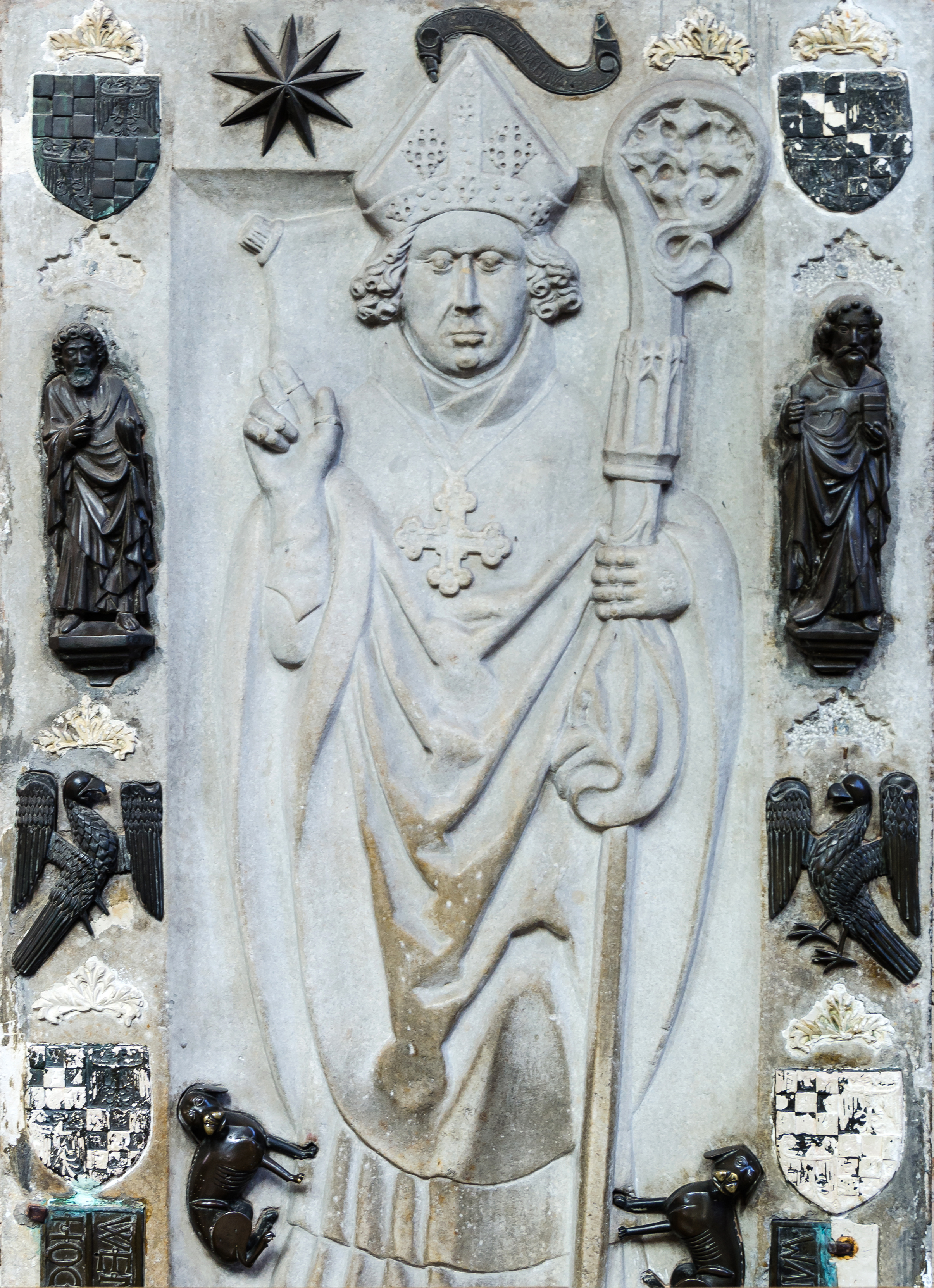
Надгробие епископа Вацлава Легницкого (1382—1417 годы)

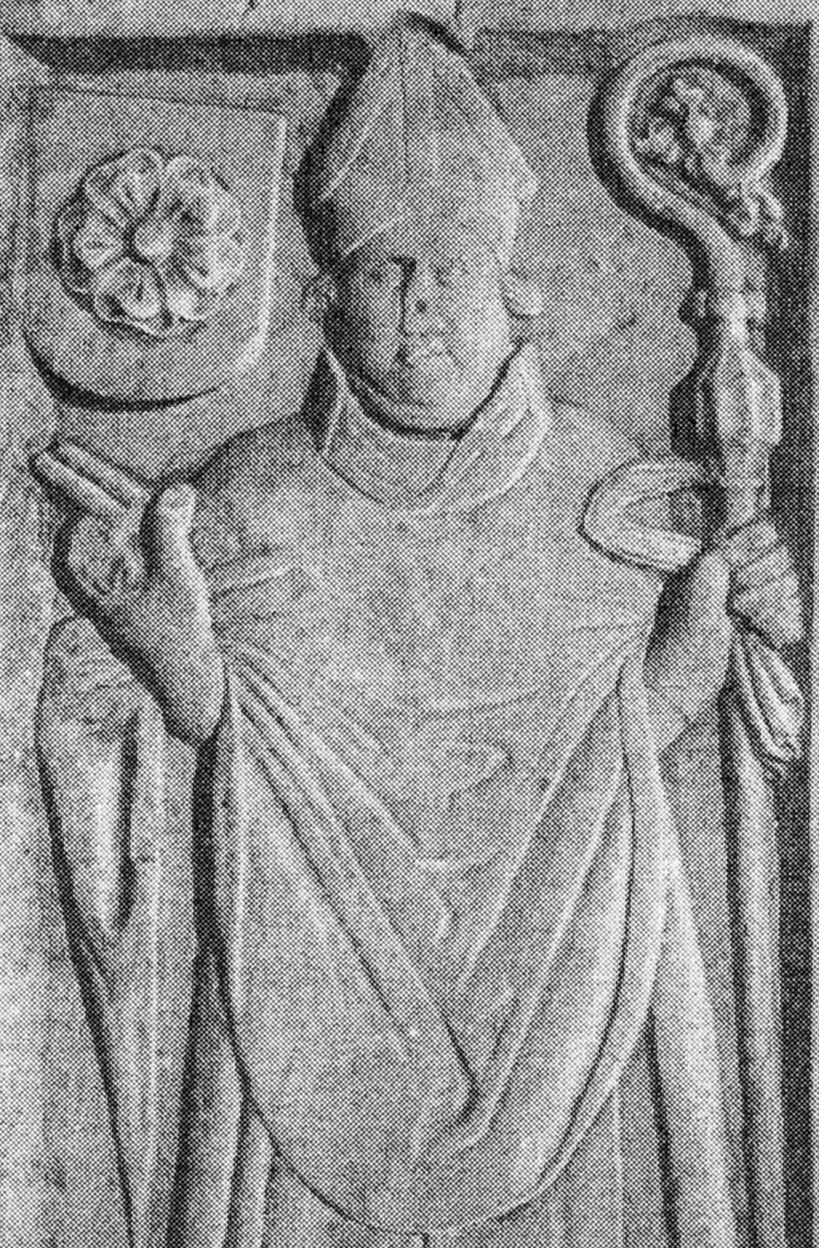
Надгробие епископа Йошта из Рожмберка (1456—1467 годы)

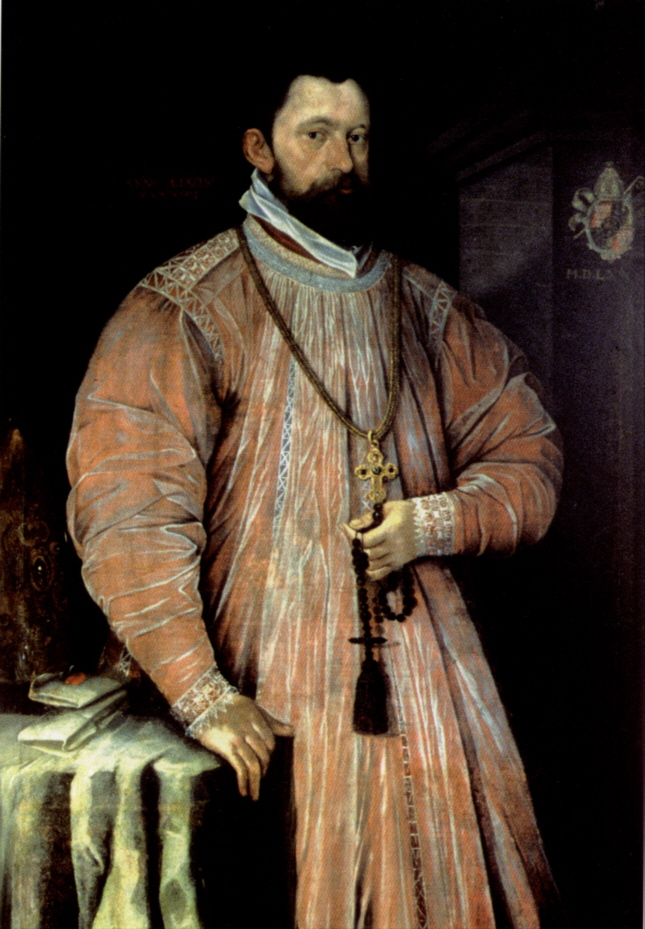
Портрет епископа Андреаса Йерина (1585—1596 годы)

## Одинарии архиепархии
- епископ Ян (1000 — ?)
- епископ Иероним (1046—1062)
- епископ Ян II (1063—1072)
- епископ Пётр I (1074—1111)
- епископ Жирослав I (1112—1120)
- епископ Геймо (1120—1126)
- епископ Роберт I (1126—1140)
- епископ Роберт II (1140—1142), назначен епископом Кракова
- епископ Конрад (1142—1146)
- епископ Яник (1146—1149), назначен архиепископом Гнезно
- епископ Вальтер из Малонна (1149—1169)
- епископ Жирослав II (1170—1198)
- епископ Ярослав Опольский (1198 — 22.03.1201)
- епископ Циприан (1.03.1201 — 25.10.1207)
- епископ Вавжинец (1207 — 7.06.1232)
- епископ Томаш I (1232 — 30.05.1268)
- епископ Владислав Генрикович (1268 — 27.04.1270), апостольский администратор
- епископ Томаш Заремба (1270—1292)
- епископ Ян Ромка (1292 — 19.11.1301)
- епископ Хенрик из Вежбна (1302 — 23.09.1319)
- епископ Вит де Хабданк (1319 — 27.11.1325)
- епископ Лютольд из Кромерижа (1319—1326)
- епископ Нанкер (1326 — 8.04.1341)
- епископ Пжецлав из Погожели (28.01.1342 — 5.04.1376)
- епископ Вацлав II Легницкий (28.07.1382 — 1417)
- епископ Конрад IV Старший (17.12.1417 — 9.08.1447)
- епископ Пётр II Новак (1447 — 6.02.1456)
- епископ Йошт из Рожмберка (1456 — 12.12.1467)
- епископ Рудольф фон Рюдесхайм (1468 — 17.01.1482)
- епископ Ян Рот (1482 — 21.01.1506)
- епископ Якуб фон Зальца (1.09.1520 — 25.08.1539)
- епископ Бальтазар фон Промниц (1539 — 20.01.1562)
- епископ Якуб Уханьский (1561—1562), назначен архиепископом Гнезно
- епископ Каспар фон Логау (16.02.1562 — 4.06.1574)
- епископ Марцин Герстманн (1.07.1574 — 23.06.1585)
- епископ Андреас Йерин (1.07.1585 — 5.11.1596)
- епископ Бонавентура Ган (5.12.1596 — 19.02.1599)
- епископ Пауль Альберт (5.05.1599 — 6.05.1600)
- епископ Ян фон Зитч (18.07.1600 — 25.04.1608)
- епископ Карл Австрийский (1608 — 28.12.1624)
- епископ Кароль Фердинанд Ваза (3.05.1625 — 9.05.1655)
- епископ Леопольд Вильгельм Австрийский (21.01.1656 — 2.11.1662)
- епископ Карл Йозеф Австрийский (23.04.1663 — 27.01.1664)
- епископ Себастьян Игнац фон Росток (24.04.1664 — 9.06.1671)
- кардинал Фридрих Гессен-Дармштадтский (3.09.1671 — 19.02.1682)
- епископ Франц Людвиг Нойбургский (30.06.1683 — 18.04.1732)
- кардинал Филипп Людвиг фон Зинцендорф (10.07.1732 — 28.09.1747)
- епископ Филипп Готтард фон Шаффтгоч (5.03.1748 — 5.01.1795)
- епископ Иоганн Мориц фон Штрахвиц (4.04.1766 — 28.01.1781)
- епископ принц Йозеф Кристиан Франц Гогенлоэ-Вальденбург-Бартенштейнский (5.01.1795 — 21.01.1817)
- епископ Иммануил фон Шимонский-Шимони (16.10.1823 — 27.12.1832)
- епископ Леопольд Седльницкий Хольтиц фон Одровноч (27.10.1835 — 10.10.1840)
- епископ Йозеф Кнауэр (27.08.1841 — 16.05.1844)
- кардинал Мельхиор Фердинанд Йозеф фон Дипенброк (15.01.1845 — 20.01.1853)
- епископ Генрих Эрнст Карл Фёрстер (19.04.1853 — 20.10.1881)
- епископ Роберт Херцог (24.03.1882 — 26.12.1886)
- кардинал Георг фон Копп (9.08.1881 — 4.03.1914)
- кардинал Адольф Бертрам (25.05.1914 — 6.07.1945), первый архиепископ Вроцлава с 13 августа 1930 года
- кардинал Болеслав Коминек (28.06.1972 — 10.03.1974)
- кардинал Хенрик Роман Гульбинович (3.01.1976 — 3.04.2004)
- архиепископ Мариан Голебьевский[пол.] (3.04.2004 — 18.05.2013)
- архиепископ Юзеф Купны (18.05.2013 — по настоящее время).

## Источник
- Annuario Pontificio, Libreria Editrice Vaticana, Città del Vaticano, 2003, ISBN 88-209-7422-3
- Булла De salute animarum, Raffaele de Martinis, Iuris pontificii de propaganda fide. Pars prima, IV, Romae 1891, стр. 594  (лат.)
- Булла Pastoralis officii nostri, AAS 23 (1931), стр. 34 Архивная копия от 27 марта 2010 на Wayback Machine  (лат.)
- Булла Totus Tuus Poloniae populus, AAS 84 (1992), стр. 1099 Архивная копия от 13 июля 2020 на Wayback Machine  (лат.)